# Euopsidius
Euopsidius es un género de coleópteros curculionoideos de la familia Attelabidae. Habita en Indonesia y Papúa Nueva Guinea. Legalov describió el género en 2003. Esta es la lista de especies que lo componen:
- Euopsidius meraukensis Legalov, 2007
- Euopsidius testaceus Voss, 1929
- Euopsidius divisus Pascoe, 1874
- Euopsidius lorentziensis Legalov, 2008
- Euopsidius yalomensis Legalov, 2007